# Theodor Hansen (Geistlicher, 1824)
Theodor Hansen, vollständig Thomas Adolf Theodor Hansen (* 16. Juli 1824 in Kopenhagen; † 4. Februar 1903 in Reinfeld (Holstein)) war ein deutscher Pädagoge, evangelisch-lutherischer Geistlicher und Autor.

## Leben
Theodor Hansen war ein Sohn des Carsten Georg Friedrich Hansen († 1854), der damals Lehrer an der Knaben-Realschule der deutschen St. Petri-Gemeinde in Kopenhagen war, und dessen Frau Nanna, geb. Hvid, aus Göteborg, die kurz nach seiner Geburt starb. Er wuchs von 1826 bis 1830 bei seinem Großvater, dem Schreib- und Rechenmeister Thomas Hansen in Tondern auf, dann nach der zweiten Heirat seines Vaters mit Anna Margaretha, geb. Richter aus Hadersleben für ein Dreivierteljahr in Kopenhagen. 1831 wurde sein Vater Organist und Lehrer in Reinfeld, wo Hansen seine Kindheit verbrachte.
Er besuchte die Meldorfer Gelehrtenschule von Ostern 1836 bis Herbst 1839, von da ab bis Herbst 1843 das Katharineum zu Lübeck. Den Winter 1843/44 lebte er bei Pastor August Decker in Klein Wesenberg, bevor er zu Ostern 1844 ein Philologie-Studium an der Universität Kiel begann. Im Herbst 1845 wechselte er zum Studium der Evangelischen Theologie, das er 1847 bis 1848 an der Universität Erlangen fortsetzte.
Zu Beginn der Schleswig-Holsteinischen Erhebung meldete er sich im Juni 1848 freiwillig in Rendsburg zum Dienst in der Schleswig-Holsteinischen Armee. Als Leutnant Hansen III des 5. Infanterie-Bataillons wurde er bei der Belagerung von Fredericia am 6. Juli 1849 so schwer verwundet, dass er im März 1850 als Ganzinvalide ausscheiden musste.
Nach seiner Genesung studierte er wieder, von Ostern 1850 bis Michaelis 1851 an der Universität Bonn. Im Winter 1851/52 lebte er aufs neue bei Pastor Decker in Klein Wesenberg. Von hier aus bestand er das Tentamen (1. Examen) in Glückstadt. Nach einer Hauslehrerstellung im Lauenburgischen wurde er im Herbst 1852 Privatlehrer in Lübeck und im Februar 1853 Kandidat des Lübecker Geistlichen Ministeriums. Im Herbst 1853 ging er als Hauslehrer und Kapellenprediger zur Familie Stumm nach Neunkirchen. Am 24. Oktober 1855 bestand er in Bonn das Examen pro facultate docendi. Sein Wunsch, an das Katharineum zu Lübeck als Nachfolger des verstorbenen Wilhelm Heinrich Carl Mosche berufen zu werden, erfüllte sich nicht.
So wurde er am 1. April Hilfslehrer, am 1. Oktober 1856 ordentlicher Lehrer am Gymnasium zu Wetzlar, der heutigen Goetheschule Wetzlar. Am 3. September 1858 wurde er an der Universität Jena zum Dr. phil. promoviert. Ab Mai 1859 war er Oberlehrer an der Realschule I. Ordnung (Realgymnasium) in Mülheim an der Ruhr, der heutigen Karl-Ziegler-Schule, vom April 1863 ab Rektor der höheren Bürgerschule (Realprogymnasium) in Lennep.
Nach der Eroberung Schleswig-Holsteins durch Preußen im Deutsch-Dänischen Krieg kehrte er in die nunmehrige Provinz Schleswig-Holstein zurück. Ab August 1865 war er Rektor der neu entstehenden Höheren Bürgerschule in Sonderburg. Nach nicht ganz zwei Jahren gab er das Lehramt auf. Er wurde zum Hauptpastor in Lunden gewählt am 9. April 1867 und eingeführt am 16. Juni. Am 13. April 1875 wurde er, als Nachfolger Deckers, Pastor in Leezen und am 13. Juni hier in sein Amt eingeführt. 1894 war er Mitglied der 6. ordentlichen Gesamtsynode der Evangelisch-Lutherischen Landeskirche Schleswig-Holsteins.
Er war verheiratet mit Maria Augusta Helena, geb. Moeller. Der gleichnamige Chirurg Theodor Hansen (1867–1938) war ein Sohn des Paares.

## Werke
- Bausteinchen, gebracht von einem Handlanger. Drei Predigten. Lübeck: Rohden 1853
- Über die Methode und Stufenfolge des Religionsunterrichts auf Gymnasien. Gotha: Perthes 1855
- Die lutherische und reformirte Kirchenlehre von der Kirche. Gotha 1855
- Friedrich Wilhelm I. als evangelischer Christ und Vorläufer der Union. Mülheim a. d. Ruhr: Plachner 1861
- Die Bartholomäusnacht. Lennep 1865
- Die Realschule in Sonderburg, zugleich ein Votum über die Realschule überhaupt in unserem Heimatlande. Sonderburg 1866
- Am Strom des Lebens: Predigten. Gotha: Perthes 1869
- Johann Rist und seine Zeit. Halle: Waisenhaus 1872

Nachdruck Zentralantiquariat der Deutschen Demokratischen Republik, Leipzig 1973
- Aus dem Reisetagebuche eines evangelischen Theologen und Pädagogen. Gotha: Perthes 1876
- Die Familie Rambach: aus handschriftlichen und gedruckten Quellen dargestellt. Gotha: Perthes 1875 (Digitalisat), Bayerische Staatsbibliothek
- Wilhelm Hey: nach seinen eigenen Briefen und Mitteilungen seiner Freunde. Gotha: Perthes 1886